# كفر كمرة
كفر كمرة بلدية في منطقة مصياف التابعة لمحافظة حماة تقع قرية كفركمرة على السفح الشمالي لجبل الحلو، حوالي 25 كلم جنوب مصياف. تحيط بها قرى عوج وقصرايا ومريمين وكفرام.
يبلغ عدد السكان حوالي 5000 نسمة، يعمل معظمهم بالزراعة، و يعد التفاح و الزيتون و العنب أهم المحاصيل الزراعية فيها.
يبلغ ارتفاعها حوالي 750 متر عن سطح البحر، أفضل أوقات السنة للاصطياف هي في الربيع و الخريف (نيسان، أيار، أيلول، تشرين الأول).
تاريخيا تتبع قرية كفركمرة والقرى المحيطة بها لعاصمة جبل الحلو (قرية مريمين) و ذلك منذ العصر الحجري و حتى سنة 573 ميلادي، و هي بالإضافة إلى عوج وبشنين ونيصاف على أطراف جبل الحلو من الشمال، و السفوح الشمالية الشرقية لجبل الحلو بما فيها برشين وكفرام كانت تدعى جرد بعرين حتى القرن التاسع عشر الميلادي . .